# ديرهاتشي
ديرغاتشي (Дергачі) هي مدينة في مقاطعة كاركيفسكا في أوكرانيا.
يبلغ عدد سكانها حوالي 18428 نسمة.

## توأمة
لديرهاتشي اتفاقيات توأمة مع:
- سوسنوفييتس